# Zuo Xijia
Zuo Xijia, född 1830, död 1894, var en kinesisk konstnär.
Hon var gift med Zeng Yong, prefekt i Ji'an i Jiangxi. Under sin makes ämbetstid organiserade hon mathjälp till de nödlidande och rekryterade soldater för att nedslå Taipingupproret. Efter makens död bosatte hon sig i Chengdu och försörjde sig och sina barn genom sitt konstnärskap. Hon målade, gjorde kalligrafi och tillverkade konstgjorda blommor av färgat rispapper. 